# Kršćanski demokrati Međimurja
Kršćanski demokrati Međimurja (KDM) bili su regionalna demokršćanska stranka koja je 1990-ih djelovala u Međimurju.
Središte stranke bilo je u Čakovcu, a njezin predsjednik Vladimir Mesarić. Stranka je imala slab politički uspjeh i utjecaj, ali su sudjelovali u međimurskoj županijskoj vlasti zajedno s HDZ-om nakon izbora 1997. Također su na tim izborima osvojili jedno mjesto u Županijskom domu Sabora RH, na zajedničkoj listi HDZ – HKDU – KDM – HSP.